# Slangetender
Slangetenderen – eller blot "tenderen" er et lille køretøj, der har til opgave i stil med vandtankvognen at sikre vandforsyningen ved brandslukning. Dog med den forskel, at køretøjet ikke selv medbringer vand, men derimod store mængder slanger, samt 1-3 pumper på typisk ca. 800 liter/minut. Slangerne kan udlægges under kørslen, hvorfor køretøjet oftest udstyres med firhjulstræk og gerne opbygget på en Land Rover, Toyota Land Cruiser eller VW Transporter.
I Danmark har Beredskabsstyrelsen krævet, at køretøjet medbringer mindst 500 meter af den såkalde "B-slange" (mellemtyk slange). Visse kommuner har valgt at få fremført op til 1.000 meter B-slange eller supplere oppakningen med "A-slanger" (meget tyk slange).
Med egen pumpe og slanger kan køretøjet i nødstilfælde fungere som et selvstændigt slukningskøretøj. Naturligvis under forudsætning af en tilstrækkelig vandforsyning.
Køretøjet kommer typisk til sin ret ved brande udenfor byområder, hvor der ikke er brandhaner tæt på brandstedet. Ofte kan man finde en sø, å evt. en brandhane længere væk fra brandstedet. Her kan man så lade slangetenderen etablere en fast vandforsyning fra.
I forbindelse med, at Folketinget skulle vedtage en ny beredskabslov i 2002 ønskede man også en modernisering af den gamle dimensioneringsbekendtgørelse. I denne forbindelse undersøgte man, hvorledes slangetenderen blev brugt hos landets redningsberedskaber.
Undersøgelsen viste, at slangetenderen i ringe grad blev anvendt i de undersøgte beredskaber. En beredskabchef forklarede som eksempel, at den blev benyttet til at trække slanger fra vandtankvogne ude på asfaltvejen ad grusvejen ned til den brændende gård.
Den ringe brug kan tilskrives udviklingen gennem årene: Brandhanenettene er blevet udbyggede, automobilsprøjterne kan selv suge vand fra vandløb, samt vandtankvognene har store kapaciteter. Dermed undlod man i den nye dimensioneringsbekendtgørelse at lade tenderen være lovpligtig. Af samme årsag har visse kommuner valgt helt at afskaffe den, mens andre er gået sammen om at dele en enkelt.
Ud over slanger og pumpe medføres der mange steder f.eks. diverse værktøj og udstyr til afspærringer. Enkelte kommuner har endvidere kemikaliedragter oppakkede.
Hos Beredskabsstyrelsen råder man over de såkaldte "slangegrupper" eller "maxitendere", der i princippet blot er slangetendere i lastbilstørrelse. Disse medbringer så 2×1.500 meter A-slange og to styks 1.600 liter/minut pumper.